# Lockheed X-17
Le X-17 est une fusée expérimentale développée par Lockheed dans les années 1950 dans le cadre du programme de missile balistique intercontinental américain pour récolter des données sur les effets aérodynamiques et thermodynamiques de la rentrée atmosphérique.
L'appareil est aussi utilisé comme vecteur nucléaire en 1958 dans le cadre de l'opération Argus.

## Caractéristiques

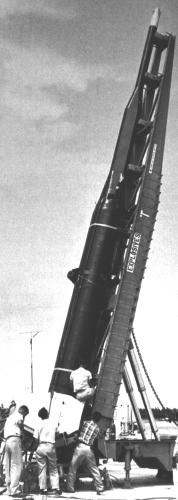
Un X-17 sur sa plateforme de lancement.

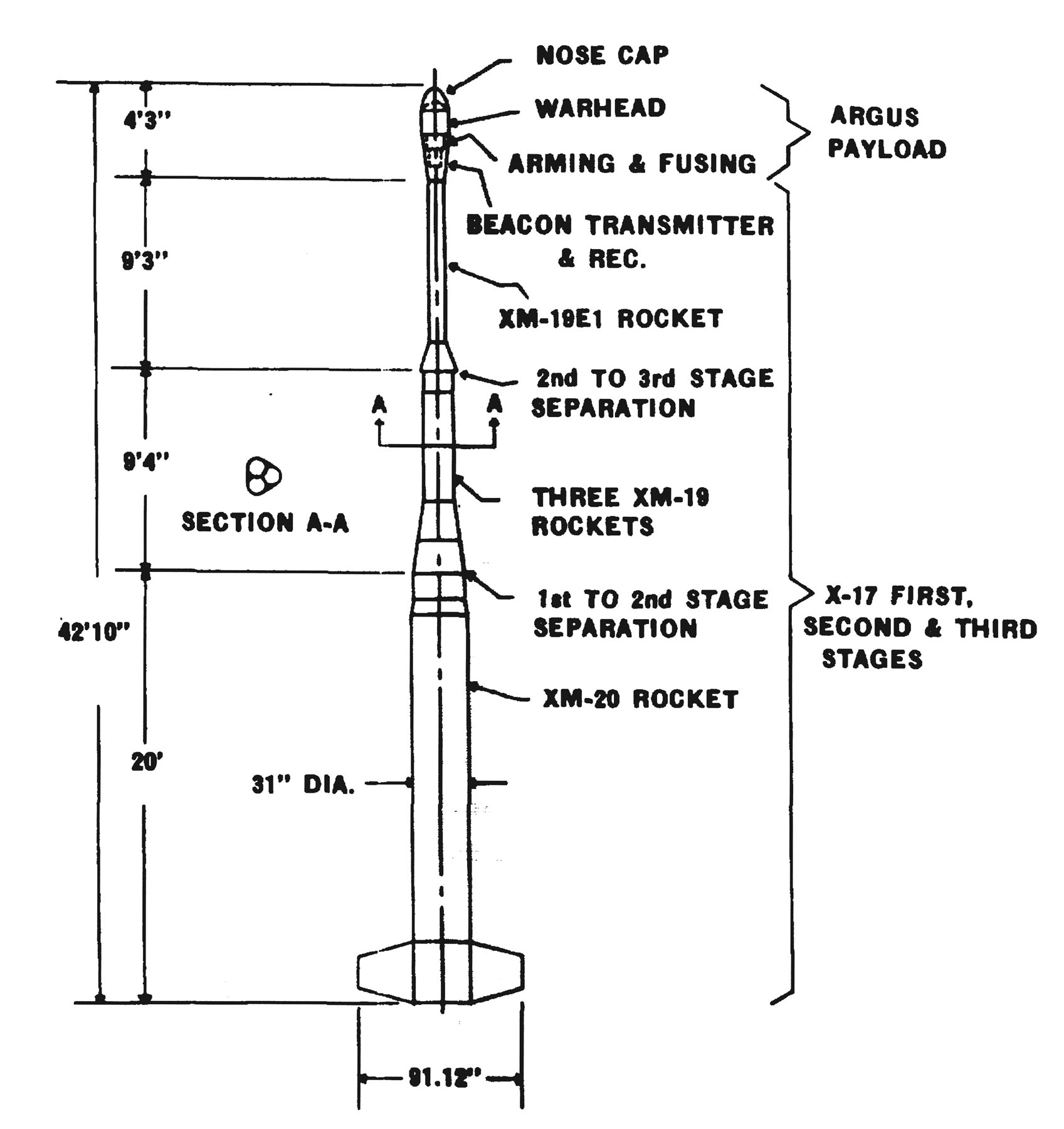
Diagramme d'un X-17 avec sa charge nucléaire lors de l’opération Argus.

Le X-17 est une fusée à trois étages :
- Le premier est doté d'un propulseur à propergol solide Thiokol XM-20 Sergeant fournissant 213 kN de poussée, de deux moteurs de stabilisation largués peu après le lancement et d'un empennage cruciforme.
- Le deuxième est équipé de trois propulseurs à propergol solide Thiokol XM-19 Recruit de 150 kN de poussée unitaire.
- Le troisième est propulsé par un propulseur à propergol solide Thiokol XM-19E1 Recruit de 160 kN de poussée et emporte un équipement de télémétrie et une balise de localisation AN/DPN-19.

Lors du lancement, le premier étage est allumé et propulse l'appareil durant 28 secondes. Après son arrêt, la fusée suit une trajectoire balistique lui permettant d'atteindre l'altitude de 150 km. L'appareil est ensuite mis en piqué à un angle défini par l'angle de rentrée souhaitée. Arrivé à une altitude comprise entre 27 000  et   21 000 m, le premier étage est largué et le second étage est allumé durant quelques secondes, immédiatement suivi par le troisième étage. Lors de l'extinction du dernier étage, le X-17 vole à une vitesse allant de Mach 11 à Mach 14,5, en fonction de l'angle de rentrée choisi.

## Historique du programme
Le 24 janvier 1955, dans le cadre de son programme de missile balistique intercontinental, l'USAF signe un contrat avec Lockheed pour le développement et la fabrication d'une série de fusées expérimentales, en vue de tester les véhicules de rentrée protégeant les ogives nucléaires lors de la phase de rentrée atmosphérique.
Les ingénieurs de Lockheed développent une fusée à trois étages capable d'atteindre une altitude de 150 km et des vitesses de rentrée comprises entre Mach 11 et Mach 14,5. Les tirs ont lieu depuis le Cape Canaveral Launch Complex 3 (en). Trois maquettes à l'échelle 1:4 sont lancées afin de valider l'aérodynamique générale de l'appareil, suivies en juin et juillet 1955 par trois nouvelles maquettes à l'échelle 1:2, puis par six véhicules de développement taille réelle d'août 1955 à mars 1956. Après quelques modifications permettant de régler des problèmes rencontrés sur les deuxième et troisième étages, la version finale du X-17 est lancée pour la première fois le 17 avril 1956. 25 autres lancements sont effectués jusqu'à mars 1957, permettant de remplir les objectifs du programme en testant plusieurs types de cônes lors de rentrées atmosphériques à très grande vitesse. 6 missions sont des échecs.
En 1958, sept X-17 supplémentaires sont produits, dans le cadre de l'opération Argus ayant pour but de mesurer les effets d'une explosion nucléaire extra-atmosphérique. Lors de ces essais, les trois étages étaient mis à feu les uns à la suite des autres, afin d'atteindre une altitude maximale de 480 km. Quatre lancements sans charge nucléaire sont effectués depuis l'île San Clemente en Californie, deux étant des échecs le 1er juillet 1958 suivis de deux tirs réussis les 2 et 24 juillet suivis
de trois lancements de X-17 emportant des ogives W25 d'une puissance nominale de 1,7 kilotonne.